# Mrkvancová pouť

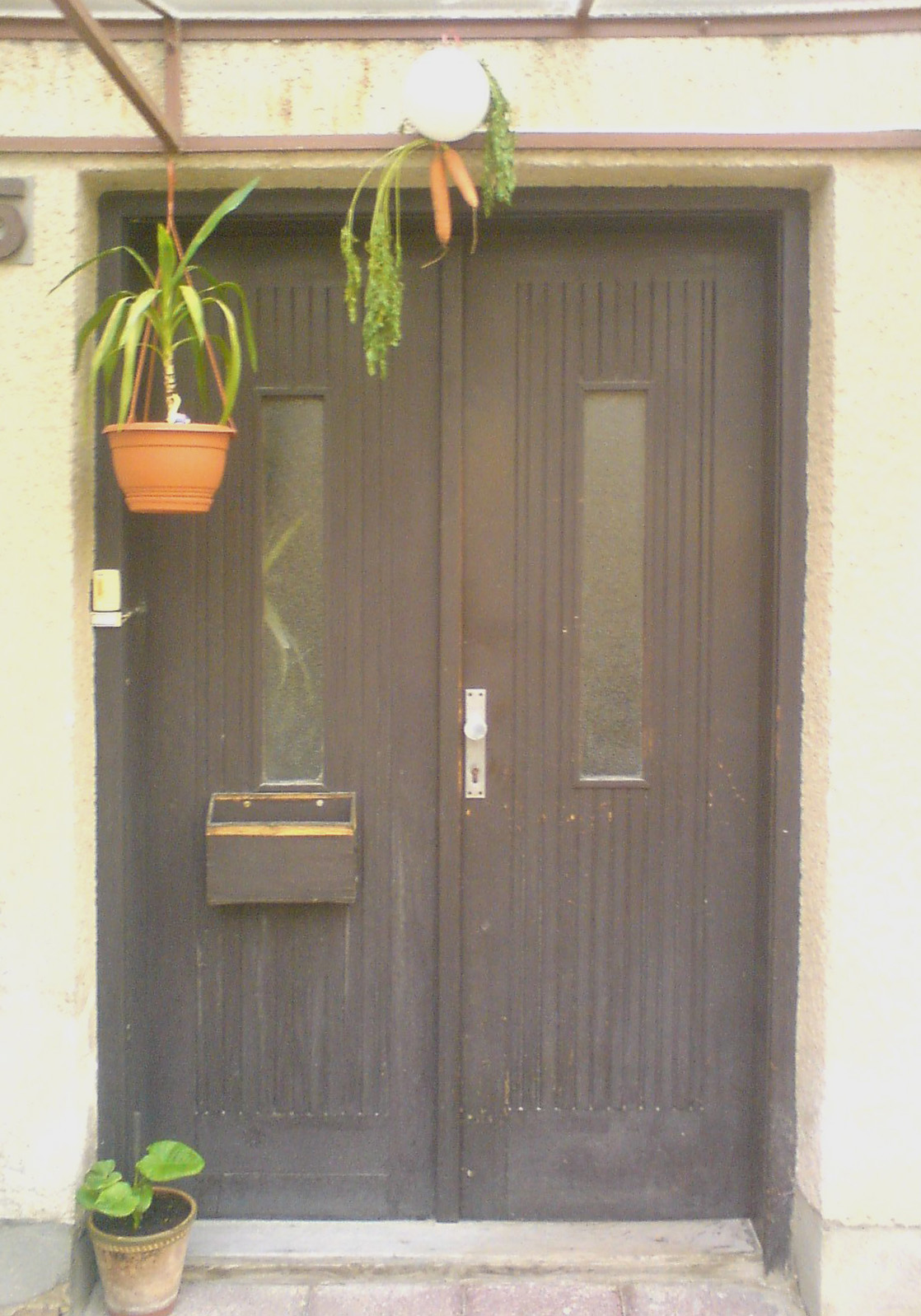
Výzdoba vchodových dveří během Mrkvancové pouti

Mrkvancová pouť v Polné se slaví druhou neděli v září na památku zdejšího svatého patrona, poustevníka sv. Liguria (Liguriáše), pravděpodobně již od 18. století, oslavy nuceně skončily po roce 1950. Poutě byly obnoveny po roce 1989. Mrkvancová pouť patří v současnosti mezi největší poutě na Vysočině. 

## Historie

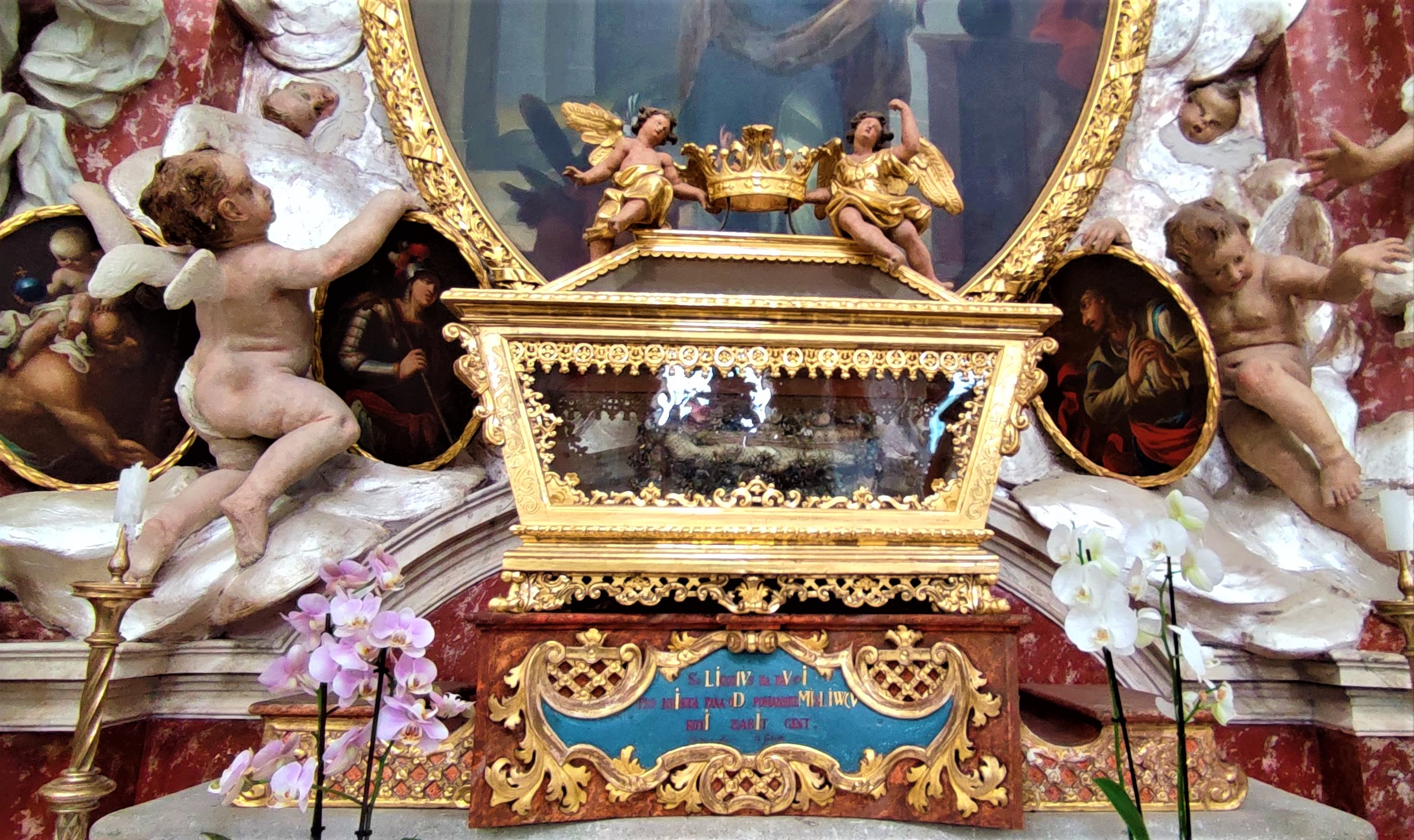
Relikviář sv. Liguriáše, kostel Nanebevzetí Panny Marie v Polné

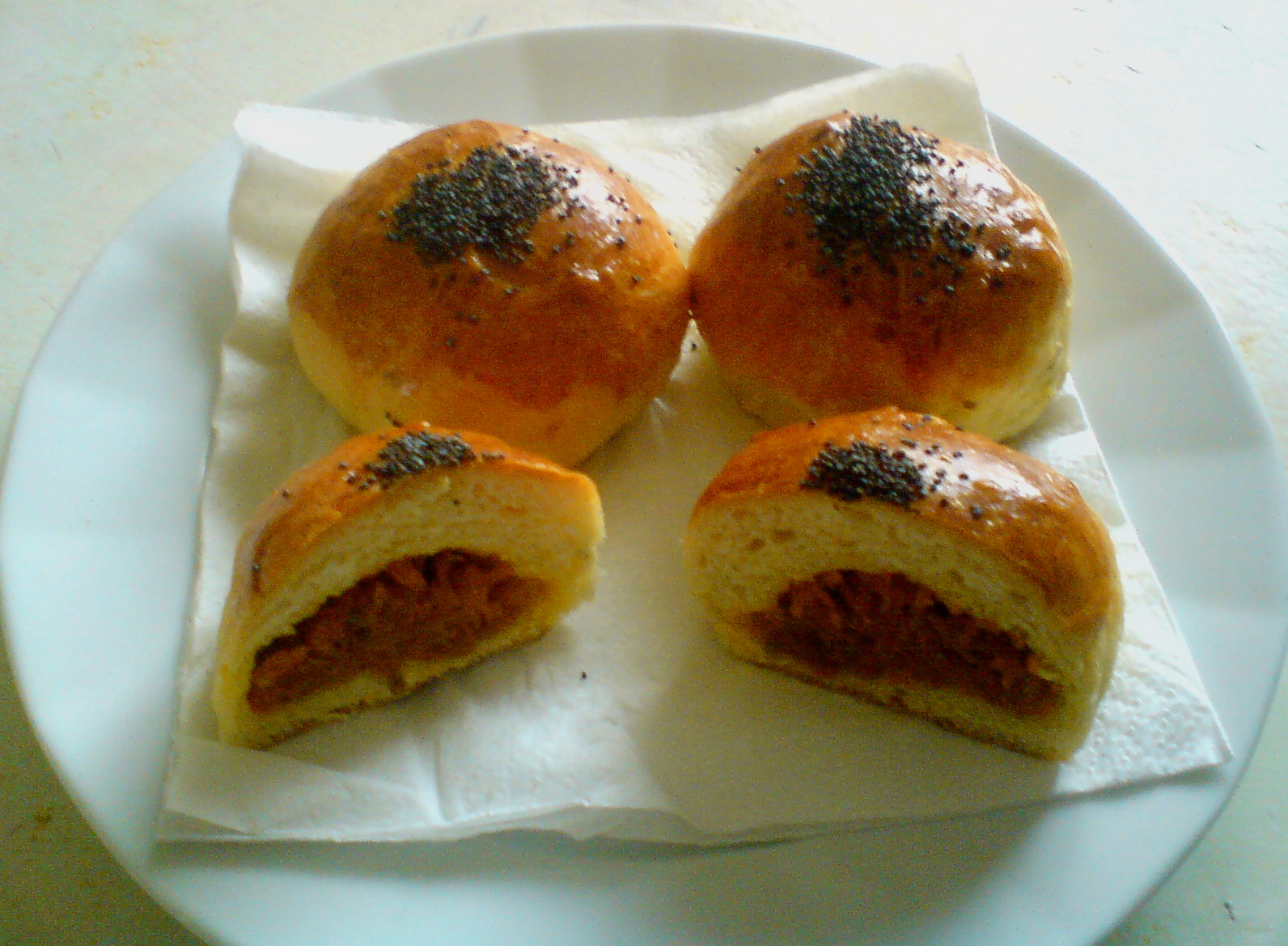
Mrkvance

V roce 1652 dědic polenského panství Ferdinand z Ditrichštejna dostal od papeže Inocence X. relikvii z těla svatého Liguriáše, údajně řeckého poustevníka ze 7. století, . Konkrétně to byla světcova lopatka, kterou dal adjustovat do dracounové dekorace v dřevěné prosklené skříňce),, kterou uložil do starého kostela Panny Marie v Polné. odtud byla truhlička roku 1707 přenesena na oltář Čtrnácti svatých pomocníků nového chrámu Panny Marie. Tento světec se tak stal patronem města. V 17.–19. století byl sv. Ligurius ctěn v Itálii a byl mu zasvěcen kostel Santo Ligurio v Neapoli. Vrcholu kultu dosáhl v roce 1874, kdy by zapsán do římského martyrologia pro celý římskokatolický svět, ale z následujících martyrologií byl pro nedostatek historických údajů vyškrtnut. Lokální a lidový kult světce v Polné zůstal. Svátek má 13. září.
Na počest svatého Liguriáše se slaví pouť vždy druhou neděli v září, což je doba, kdy se na Vysočině sklízela mrkev, která se na tomto území hojně pěstovala před příchodem brambor (1780). Rozšířené pěstování této plodiny zavedl již o století dříve šlechtický rod Žejdliců ze Šenfeldu, aby zpestřil jídelníček chudého lidu, dokonce ustanovil jeden „mrkvový den“ v týdnu, kdy se nesmělo jíst nic jiného. Další výhodou bylo, že se lehce pěstovala, čímž usnadnila obyvatelstvu robotu. Majitelé domů podle tradice věší nad vchodovými dveřmi mrkev s pentlemi v národních barvách, pečou se místní koláče plněné mrkví zvané mrkvance či mrkvánky, což jsou buchty či koláče s mrkvovou náplní.